# Faculdade à distância
Faculdade a distância é a modalidade de educação superior em que as atividades de ensino-aprendizagem são desenvolvidas majoritariamente sem que alunos e professores estejam presentes no mesmo lugar à mesma hora. A Educação a Distância é conhecida desde o século XIX, mas somente nas últimas décadas a faculdade a distância passou a fazer parte das atenções pedagógicas. Ela surgiu da necessidade do preparo profissional e cultural de milhões de pessoas que não podiam frequentar um estabelecimento de ensino superior presencial, e evoluiu com as tecnologias disponíveis em cada momento histórico.

## Como funciona a faculdade a distância
Para ingressar em uma faculdade a distância, é preciso escolher um curso em alguma instituição de ensino regularizada pelo Ministério da Educação (Brasil) e ser aprovado no processo seletivo. Após isso, o aluno terá acesso ao site da instituição, onde encontrará inúmeras ferramentas, como áreas com conteúdos de aulas, trabalhos e provas. Ele também encontrará o calendário com as datas e prazos das atividades, além de locais para conversas e debates. Utiliza-se muito o e-mail para uma comunicação efetiva com a Instituição e professor, onde as dúvidas serão sanadas.
Em algumas Instituições de Ensino a Distância torna-se importante a realização de encontros presenciais algumas vezes durante o curso. Mas, o curso em si é de forma virtual, por isto quem tiver o interesse de ingressar nesta modalidade precisa ter disciplina, dedicação e organização.

## Reconhecimento da faculdade a distância no Brasil
A modalidade de cursos a distância no Brasil é legal e reconhecida pelo Ministério da Educação (MEC). Além de portarias, resoluções e normas do Ministério da Educação (Brasil), Secretarias Estaduais de Educação também compõem a legislação brasileira sobre EAD.

## Quem pode fazer faculdade a distância
Ainda não há restrições em relação ao perfil do aluno para cursar uma faculdade a distância. Mas assim como em cursos presenciais, para fazer uma graduação é preciso ter concluído o ensino médio. Além disso, o aluno precisa ter acesso à infraestrutura mínima exigida pela instituição, como computador ou telefone. Também é importante que o aluno tenha conhecimentos básicos em informática. Para saber mais sobre Ensino à Distância, visite o site da Associação Brasileira de Educação a Distância - ABED e Guia Faculdade a Distância.